# Королёв, Геннадий Константинович
Геннадий Константинович Королёв (род. 21 сентября 1938, Крутиха, Свердловская область) — бригадир водителей автомобилей Курганского производственного объединения автомобильного транспорта № 1. Герой Социалистического Труда (1981).

## Биография
Геннадий Константинович Королёв родился 21 сентября 1938 года в рабочей семье в посёлке железнодорожной станции Крутиха Костоусовского сельсовета Режевского района Свердловской области, ныне посёлок входит в территориальное управление по посёлку Озёрный Режевского городского округа Свердловской области.
С 1948 года проживает в городе Кургане. Получив неполное среднее образование, работал токарем и слесарем-сборщиком в столярном цехе завода «Уралсельмаш». После окончания водительских курсов при вечерней школе ДОСААФ трудился шофёром в транспортном цехе этого же завода. С 1957 по 1960 год проходил срочную службу в Советской Армии в Венгрии, был водителем БМ-24.
После армии трудился водителем на Курганском производственном объединении автомобильного транспорта № 1. Работал на ЗиЛ-585, участвовал в общественной жизни предприятия. Стал инициатором социалистического соревнования по перевозке грузов. Руководство предприятия поддержало его предложение создать коллектив, работающий методом бригадного подряда. Был назначен бригадиром водителей большегрузных автомобилей КАМАЗ. Под его руководством бригада добилась звания «Коллектив коммунистического труда» и за досрочное выполнение заданий 10-й пятилетки получил Почётную грамоту Министерства автомобильного транспорта СССР. Работая в ПОАТ-1, вступил в КПСС.
Указом Президиума Верховного Совета СССР от 2 апреля 1981 года за выдающиеся производственные достижения, досрочное выполнение заданий десятой пятилетки и социалистических обязательств удостоен звания Героя Социалистического Труда с вручением ордена Ленина и золотой медали «Серп и Молот».
Являлся членом президиума обкома профсоюза работников автомобильного транспорта и шоссейных дорог, наставником молодых водителей, избирался депутатом Курганского городского Совета народных депутатов, секретарём партийного бюро автоколонны.
Участвовал во Всесоюзной выставке ВДНХ в Москве.
В 2000 году вышел на пенсию, с августа 2001 года — возглавил совет ветеранов ОАО «ПОАТ-1». Член Курганского городского совета ветеранов.

## Семья
Отец погиб на фронте. Мать, Ефросинья Степановна, оставшаяся вдовой с 2 детьми, Геннадием и Борисом, вышла замуж за овдовевшего фронтовика Сергея Дмитриевича Богданова и они переехали в Курган, где отчим стал работать маляром. В семье родились 3 дочери: Наталья, Галина, Екатерина. У Сергея Дмитриевича дети от первого брака: Владимир, Валентина, Тамара.
Геннадий Константинович женат, с женой Ниной Никитичной (урожд. Ковалёвой) воспитали 2 дочерей, есть внуки и правнуки.

## Награды
- Герой Социалистического Труда — указом Президиума Верховного Совета СССР от 2 апреля 1981 года
  - Орден Ленина № 459164
  - Медаль «Серп и Молот» № 19859
- Орден Октябрьской Революции
- Орден Трудового Красного Знамени
- Юбилейная медаль «За доблестный труд. В ознаменование 100-летия со дня рождения Владимира Ильича Ленина»
- Почётный знак «За работу без аварий» 1-й степени
- Почётный автомобилист Министерства автомобильного транспорта РСФСР
- Заслуженный работник Курганского транспортного объединения